# (11912) Piedade
(11912) Piedade (1992 OP5) – planetoida z pasa głównego asteroid okrążająca Słońce w ciągu 3,52 lat w średniej odległości 2,31 j.a. Odkryta 30 lipca 1992 roku.